# Johannes Drost
Pour les articles homonymes, voir Drost (homonymie).
Johannes Drost, né le 22 juin 1880 à Rotterdam et mort le 18 septembre 1954 à Rotterdam, est un nageur néerlandais.

## Jeux olympiques
- Jeux olympiques d'été de 1900 à Paris 
  -  Médaille de bronze sur 200 m dos.